# Villers-lès-Mangiennes
Pour les articles homonymes, voir Villers.
Villers-lès-Mangiennes est une commune française située dans le département de la Meuse, en région Grand Est.

## Géographie

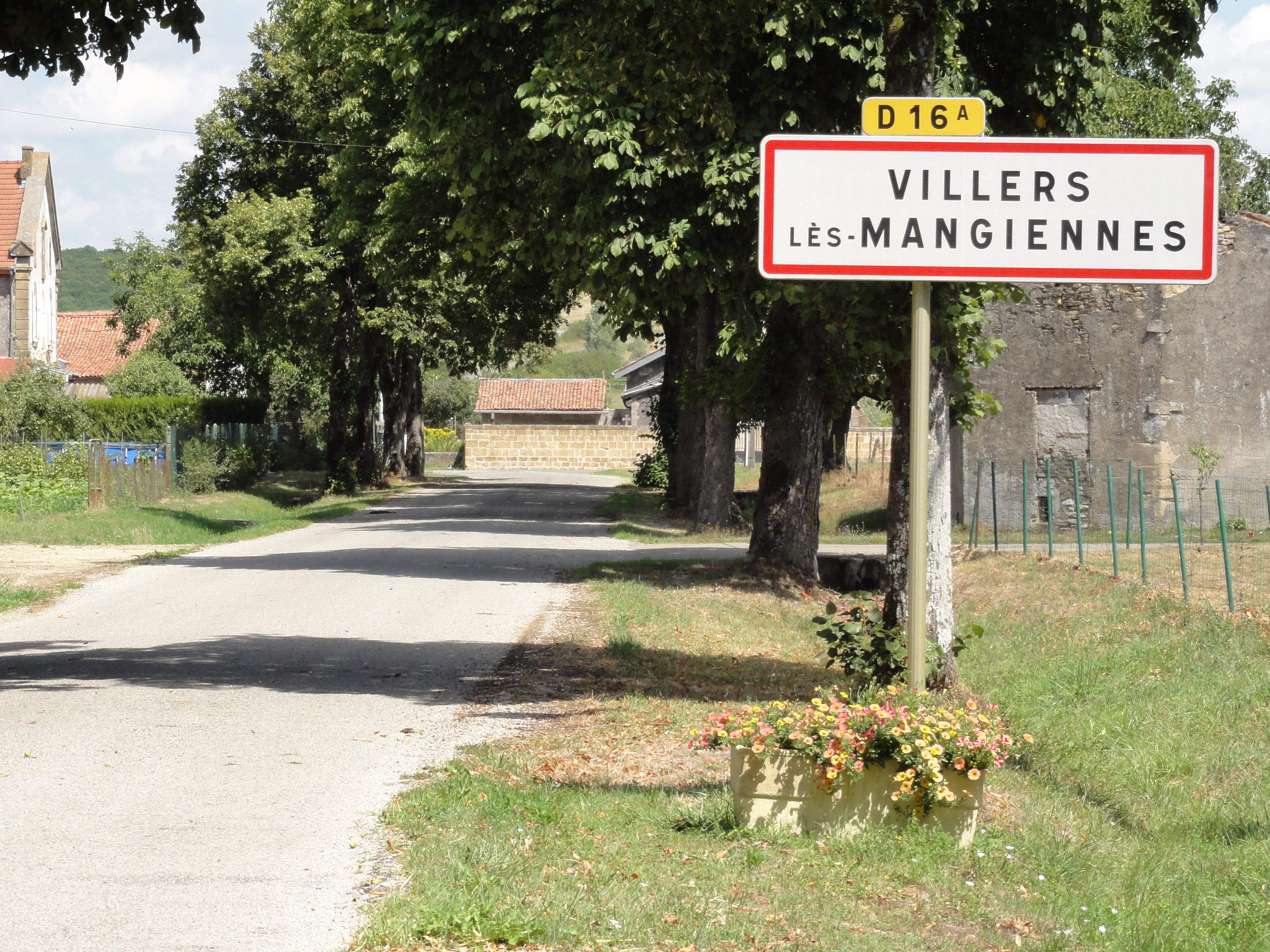
Entrée de Villers-lès-Mangiennes

| Merles-sur-Loison      | Merles-sur-Loison      | Saint-Laurent-sur-Othain |
| Merles-sur-Loison      | Villers-lès-Mangiennes | Mangiennes               |
| Romagne-sous-les-Côtes | Mangiennes             | Mangiennes               |

### Hydrographie
La commune est dans le bassin versant de la Meuse au sein du bassin Rhin-Meuse. Elle est drainée par le Loison, le ruisseau de la Noue Coulon, le ruisseau du Pre et le ruisseau de l'Étang de Ractel,.
Le Loison, d'une longueur de 53 km, prend sa source dans la commune de Loison et se jette  dans la Chiers à Chauvency-le-Château, après avoir traversé 17 communes. 

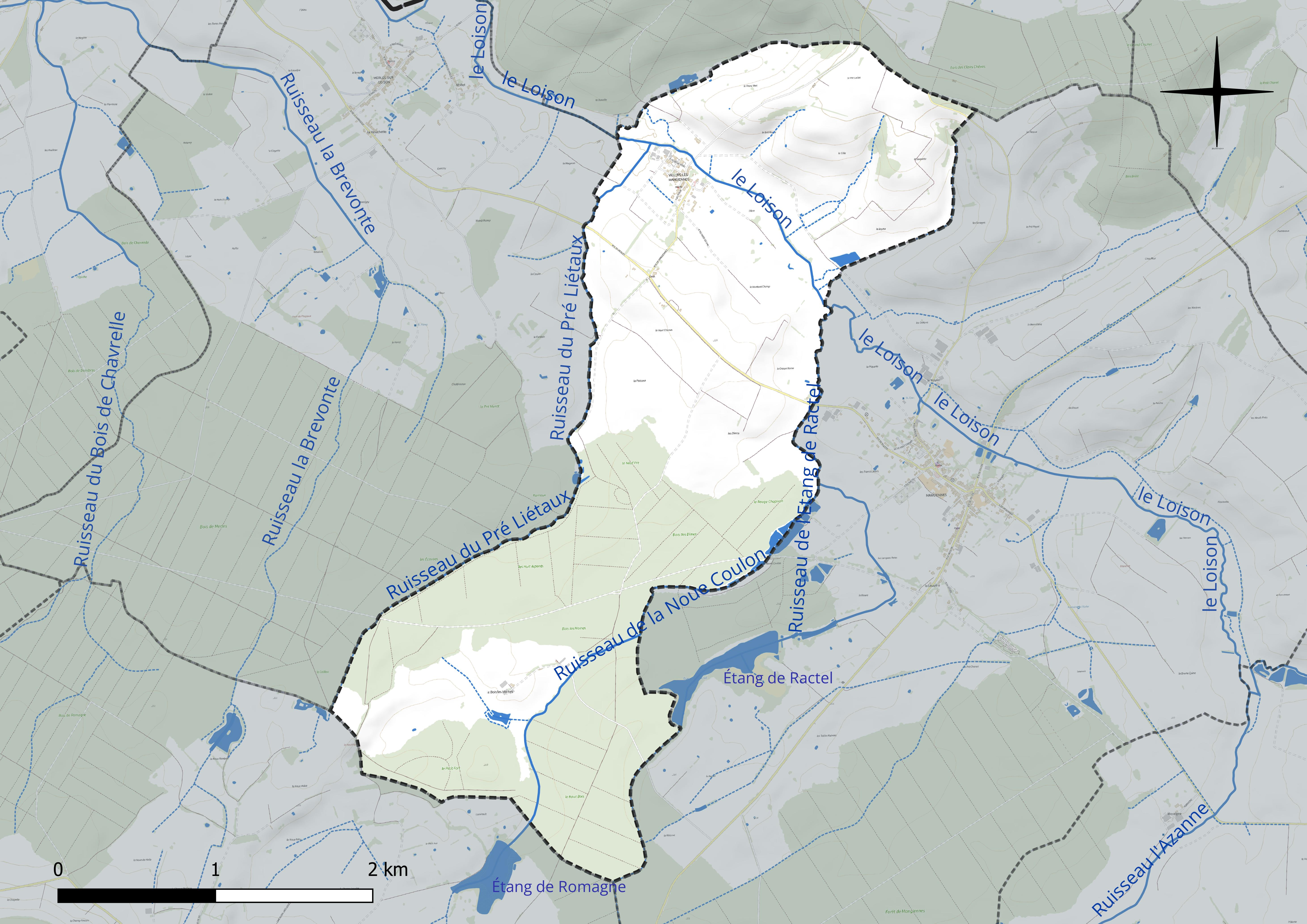
Réseau hydrographique de Villers-lès-Mangiennes.

### Climat
Pour des articles plus généraux, voir Climat du Grand Est et Climat de la Meuse.
En 2010, le climat de la commune est de type climat de montagne, selon une étude du Centre national de la recherche scientifique s'appuyant sur une série de données couvrant la période 1971-2000. En 2020, Météo-France publie une typologie des climats de la France métropolitaine dans laquelle la commune est dans une zone de transition entre le climat océanique altéré et le climat océanique altéré et est dans la région climatique  Lorraine, plateau de Langres, Morvan, caractérisée par un hiver rude (1,5 °C), des vents modérés et des brouillards fréquents en automne et hiver. 
Pour la période 1971-2000, la température annuelle moyenne est de 9,8 °C, avec une amplitude thermique annuelle de 15,7 °C. Le cumul annuel moyen de précipitations est de 924 mm, avec 13,8 jours de précipitations en janvier et 9,5 jours en juillet. Pour la période 1991-2020, la température moyenne annuelle observée sur la station météorologique de Météo-France la plus proche, « Villette », sur la commune de Villette à 12 km à vol d'oiseau, est de 10,1 °C et le cumul annuel moyen de précipitations est de 909,4 mm. 
La température maximale relevée sur cette station est de 39 °C, atteinte le 25 juillet 2019 ; la température minimale est de −14,8 °C, atteinte le 20 décembre 2009,,. 
Les paramètres climatiques de la commune ont été estimés pour le milieu du siècle (2041-2070) selon différents scénarios d'émission de gaz à effet de serre à partir des nouvelles projections climatiques de référence DRIAS-2020. Ils sont consultables sur un site dédié publié par Météo-France en novembre 2022.

## Urbanisme

### Typologie
Au 1er janvier 2024, Villers-lès-Mangiennes est catégorisée commune rurale à habitat dispersé, selon la nouvelle grille communale de densité à sept niveaux définie par l'Insee en 2022.
Elle est située hors unité urbaine et hors attraction des villes,.

### Occupation des sols
L'occupation des sols de la commune, telle qu'elle ressort de la base de données européenne d’occupation biophysique des sols Corine Land Cover (CLC), est marquée par l'importance des territoires agricoles (62 % en 2018), une proportion identique à celle de 1990 (62 %). La répartition détaillée en 2018 est la suivante : 
prairies (54,4 %), forêts (38 %), terres arables (7,6 %). L'évolution de l’occupation des sols de la commune et de ses infrastructures peut être observée sur les différentes représentations cartographiques du territoire : la carte de Cassini (XVIIIe siècle), la carte d'état-major (1820-1866) et les cartes ou photos aériennes de l'IGN pour la période actuelle (1950 à aujourd'hui).

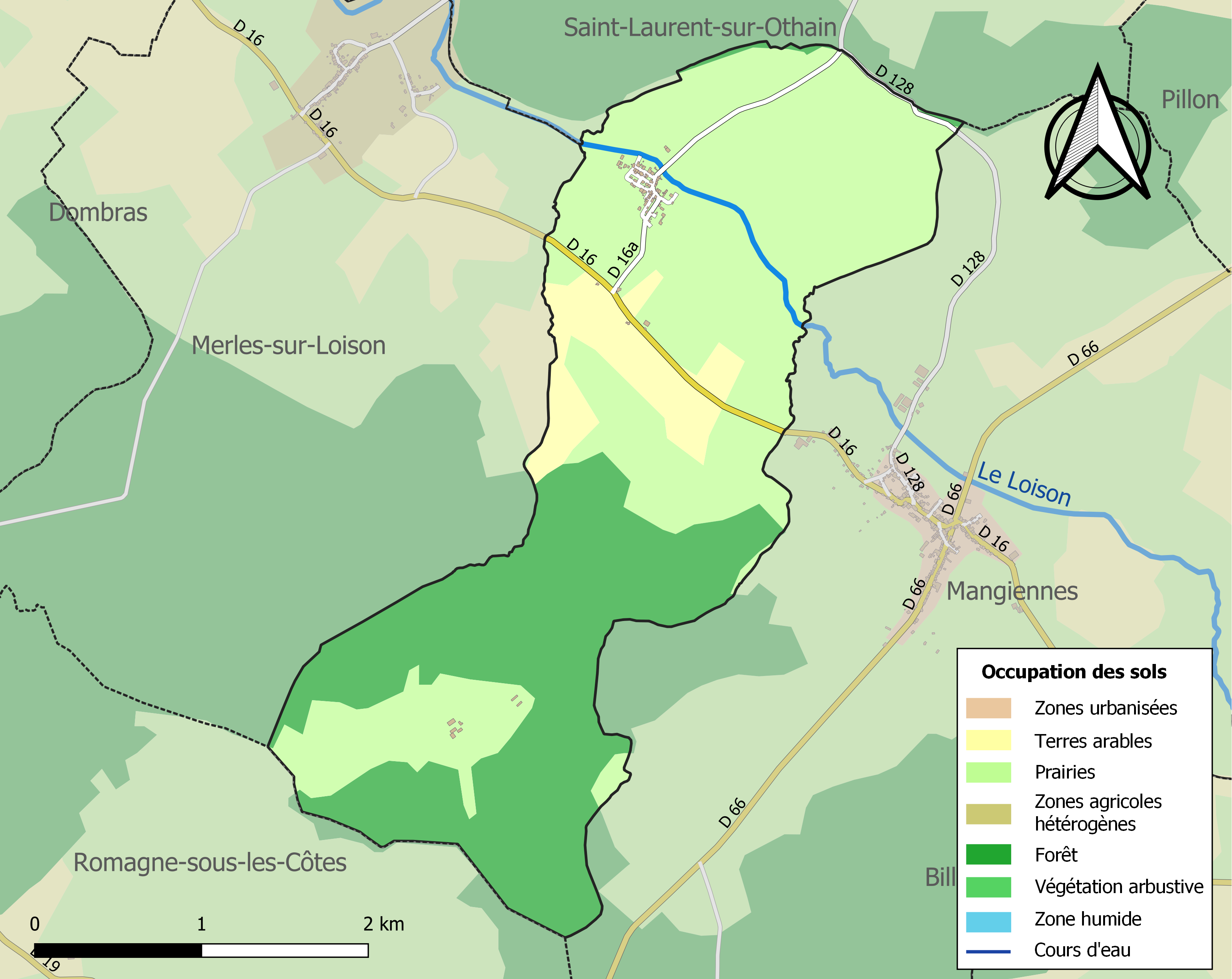
Carte des infrastructures et de l'occupation des sols de la commune en 2018 (CLC).

## Toponymie
Le nom de la localité est attesté sous les formes Villare (952) ; Villa quæ Vilers dicitur justa Magienes (1158) ; Villers-juxta-Magiennes (1158) ; « Ecclesia in Metganis cum capella in Villare » (1179) ; Apud Vilers et apud Sanctum-Laurentium (1207) ; Neuville, Ville-Viller, Viller-la-Ville, Viller (1227) ; Vilers-la-Ville (1248) ; Vilers (1252) ; Villers (1279) ; Ville-près-Mengienne (1642) ; Villers-aux-Forges (XVIIe siècle) ; Viller (1700) ; Villé-lès-Mangiennes (1743).

Villers est un appellatif toponymique français et un patronyme qui procède généralement du gallo-roman villare, dérivé lui-même du gallo-roman villa « grand domaine rural », issu du latin villa rustica.
La préposition « lès » permet de signifier la proximité d'un lieu géographique par rapport à un autre lieu. En règle générale, il s'agit d'une localité qui tient à se situer par rapport à une ville voisine plus grande. La commune française de Villers indique qu'elle se situe près de Mangiennes.

## Politique et administration
| Période                                  | Période   | Identité        | Étiquette | Qualité |
| ---------------------------------------- | --------- | --------------- | --------- | ------- |
| Les données manquantes sont à compléter. |           |                 |           |         |
| mars 2001                                | mars 2014 | Nicole Latouche |           |         |
| mars 2014                                | En cours  | Noël Macel      |           |         |

## Population et société

### Démographie
L'évolution du nombre d'habitants est connue à travers les recensements de la population effectués dans la commune depuis 1793. Pour les communes de moins de 10 000 habitants, une enquête de recensement portant sur toute la population est réalisée tous les cinq ans, les populations de référence des années intermédiaires étant quant à elles estimées par interpolation ou extrapolation. Pour la commune, le premier recensement exhaustif entrant dans le cadre du nouveau dispositif a été réalisé en 2006.

En 2022, la commune comptait 71 habitants, en évolution de −12,35 % par rapport à 2016 (Meuse : −4,4 %, France hors Mayotte : +2,11 %).
| 1793 | 1800 | 1806 | 1821 | 1831 | 1836 | 1841 | 1846 | 1851 |
| ---- | ---- | ---- | ---- | ---- | ---- | ---- | ---- | ---- |
| 212  | 221  | 240  | 260  | 293  | 286  | 281  | 278  | 314  |

| 1856 | 1861 | 1866 | 1872 | 1876 | 1881 | 1886 | 1891 | 1896 |
| ---- | ---- | ---- | ---- | ---- | ---- | ---- | ---- | ---- |
| 293  | 258  | 274  | 273  | 258  | 230  | 223  | 194  | 200  |

| 1901 | 1906 | 1911 | 1921 | 1926 | 1931 | 1936 | 1946 | 1954 |
| ---- | ---- | ---- | ---- | ---- | ---- | ---- | ---- | ---- |
| 182  | 160  | 172  | 120  | 125  | 104  | 97   | 91   | 110  |

| 1962 | 1968 | 1975 | 1982 | 1990 | 1999 | 2006 | 2011 | 2016 |
| ---- | ---- | ---- | ---- | ---- | ---- | ---- | ---- | ---- |
| 126  | 101  | 89   | 93   | 86   | 79   | 78   | 78   | 81   |

| 2021 | 2022 | - | - | - | - | - | - | - |
| ---- | ---- | - | - | - | - | - | - | - |
| 74   | 71   | - | - | - | - | - | - | - |

## Culture locale et patrimoine

### Lieux et monuments
- L'église Saint-Nicolas, construite en 1707, construction de la tour en 1767.
- La chapelle Notre-Dame-de-Bon-Secours ou chapelle Saillet, donation de M. Marie-Jeanne Saillet (1777-1843).
- Le monument aux morts

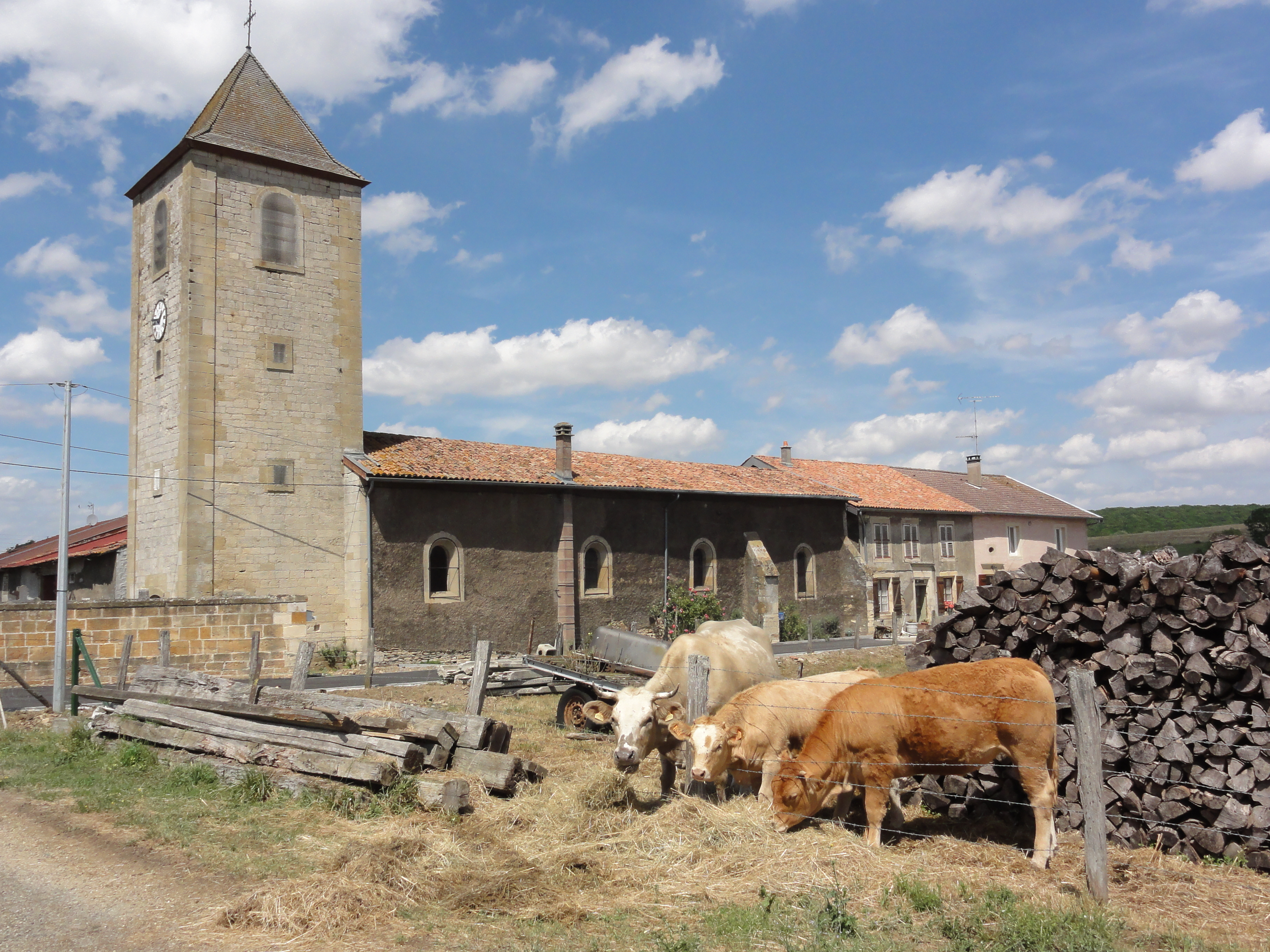
Église Saint-Nicolas.
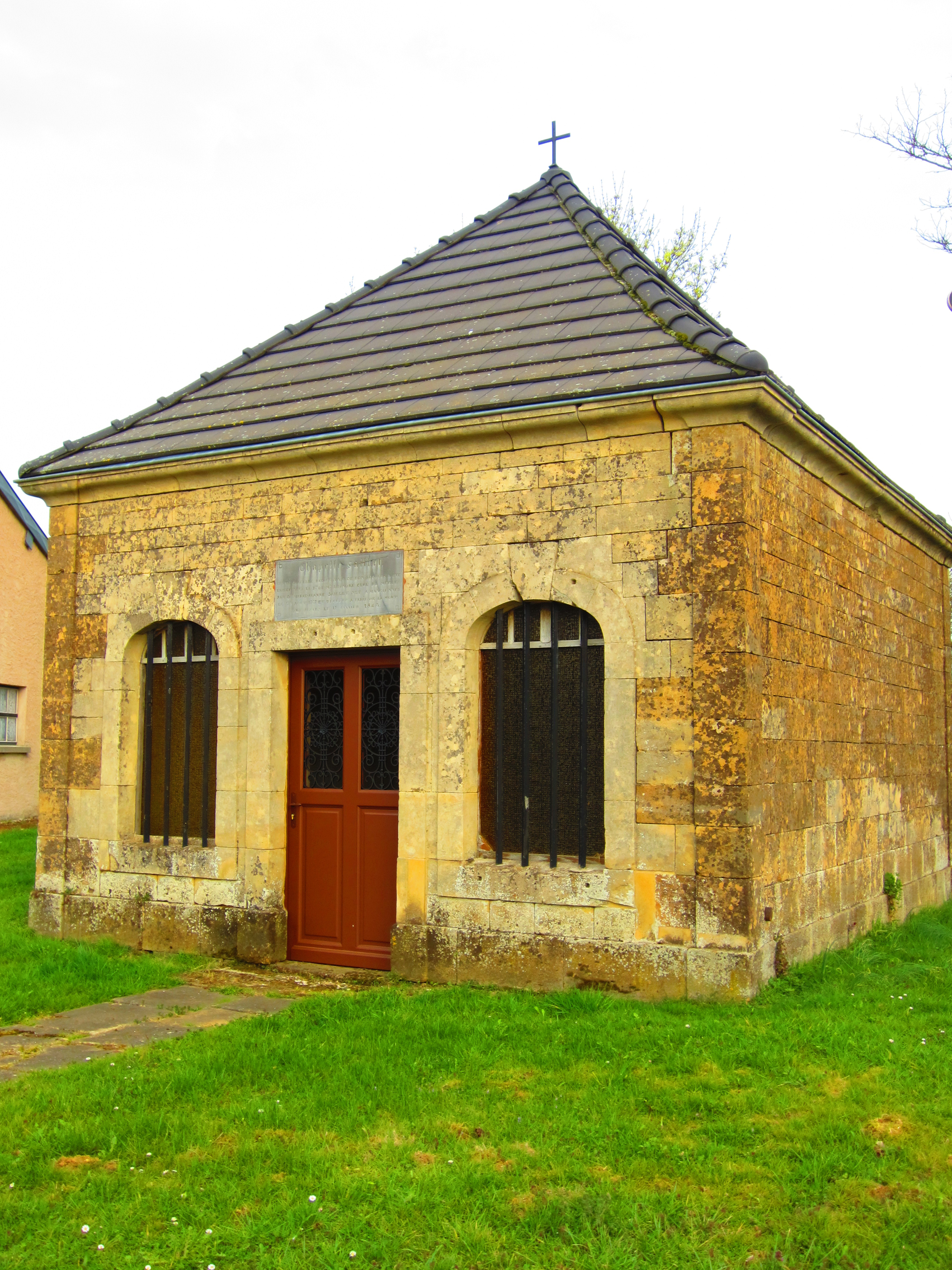
Chapelle Notre-Dame-de-Bon-Secours (chapelle Saillet).
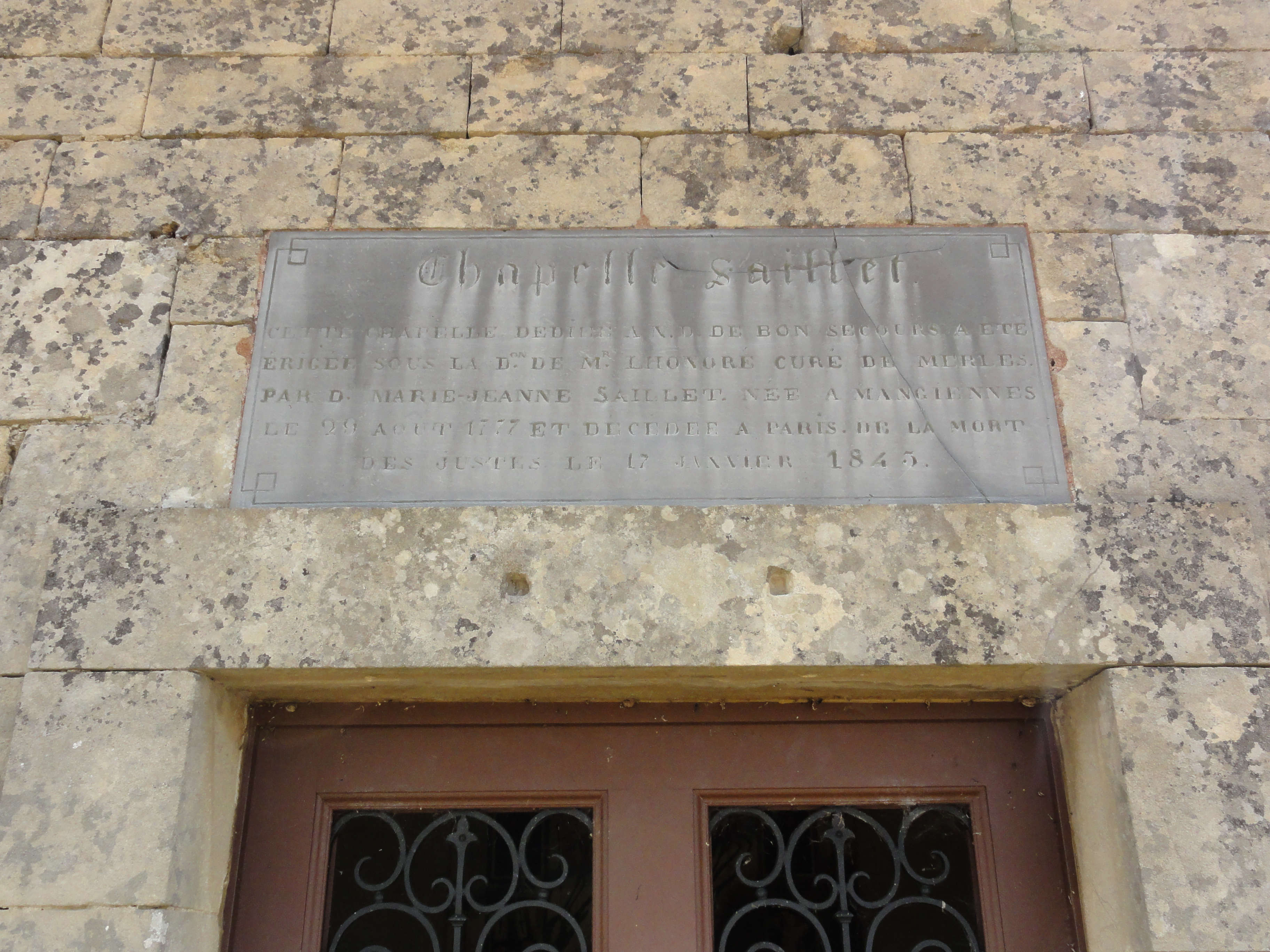
Plaque commémorative donation chapelle Saillet.
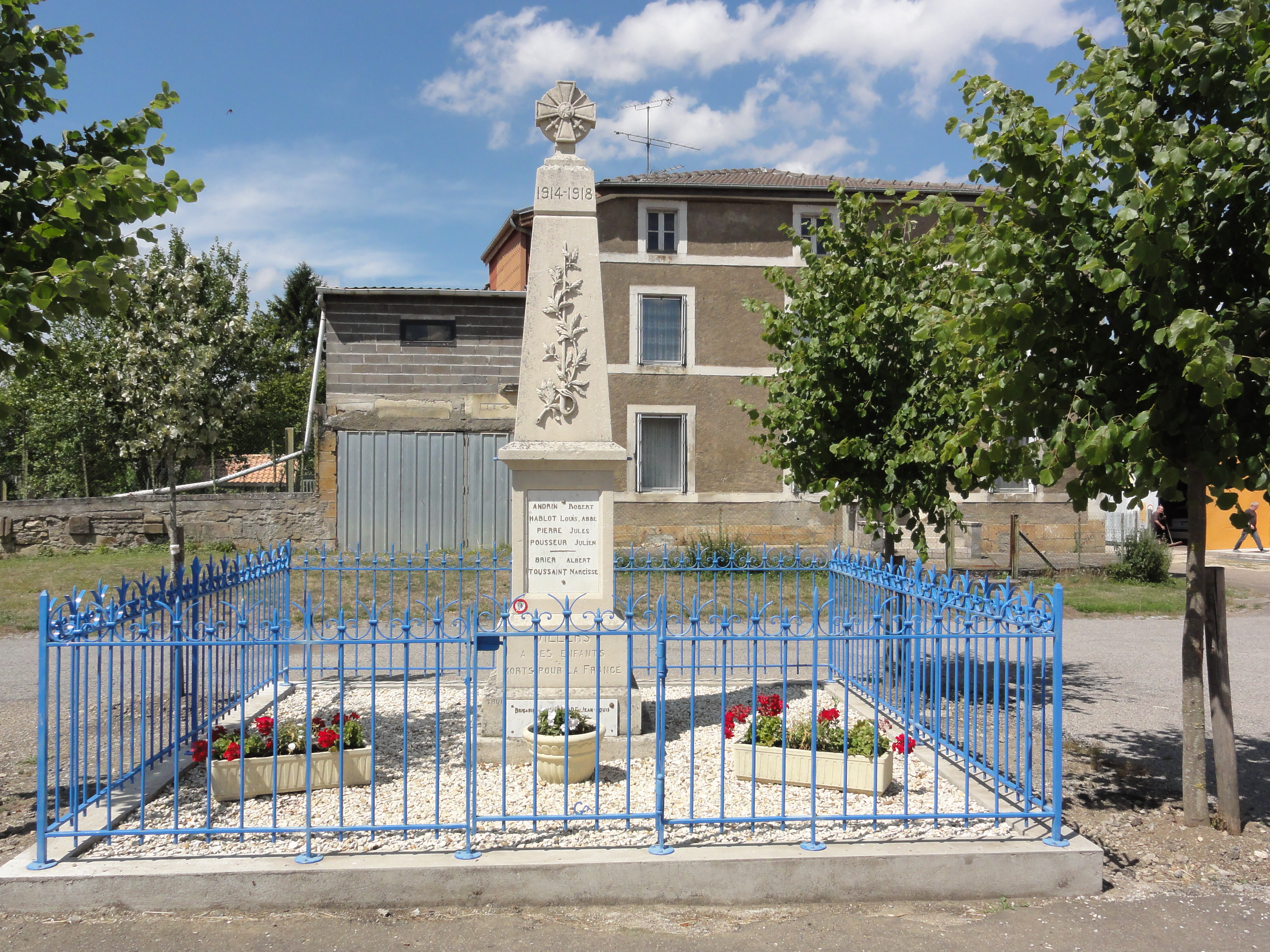
Monument aux morts

### Héraldique, logotype et devise
| Blason à dessiner | Blason  | Coupé haussé: au 1er d'azur chargé d'une tournelle de trois merlons d'or vidée et accostée de deux clous de la passion d'argent, au 2e de gueules à la gerbe de blé d'or, chaussé d'or. |
| Blason à dessiner | Détails | Adopté le 22 mars 2023. |